# Fríða Á. Sigurðardóttir
Fríða Á. Sigurðardóttir, född 11 december 1940, död 7 maj 2010, var en isländsk författare. Hon var bosatt i Reykjavik och var syster till författaren Jakobína Sigurðardóttir.